# 葉喆民

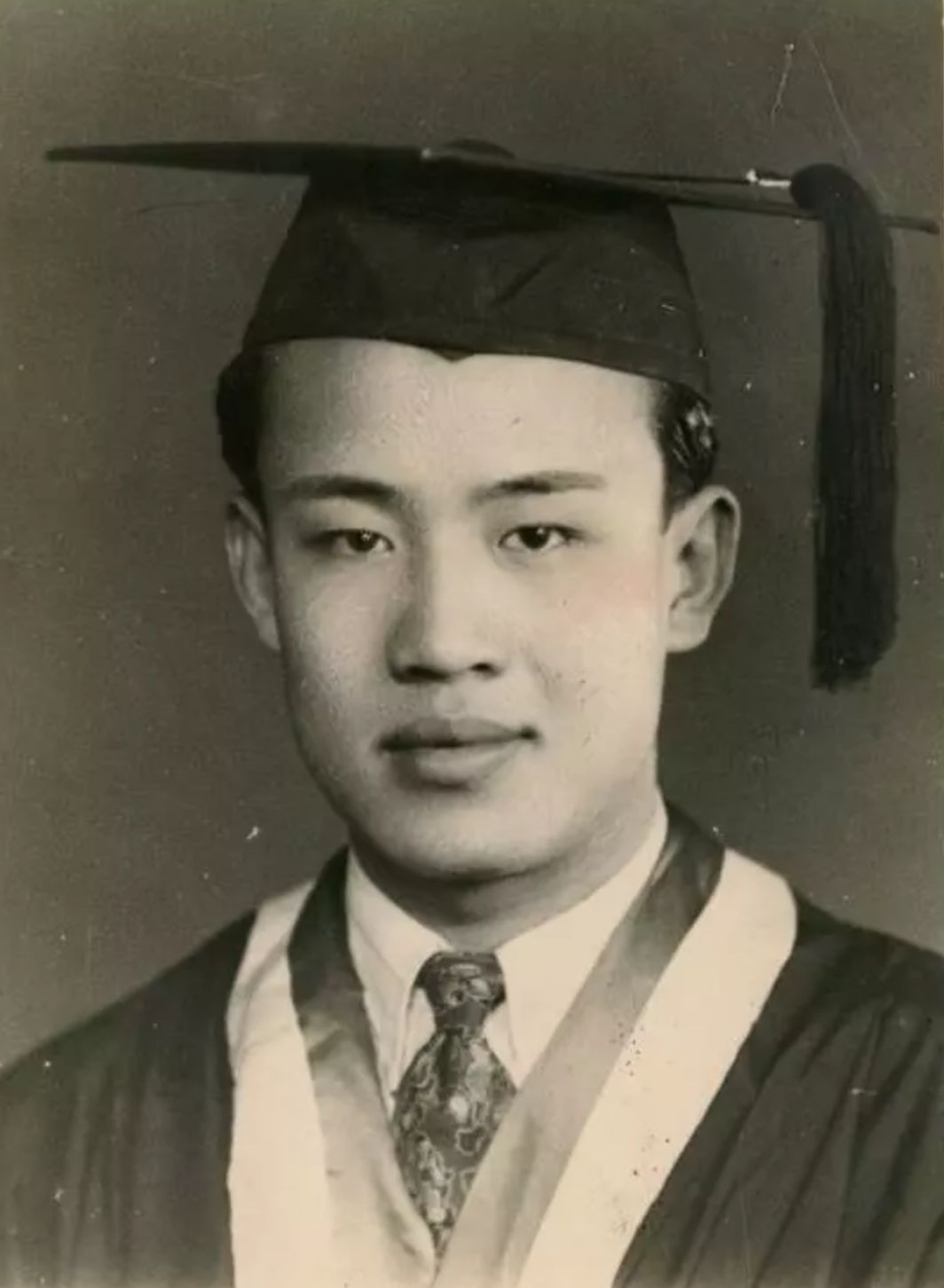
葉喆民在北京大學的畢業照

葉喆民（1924年—2018年1月2日），字丹枫，中國藝術史學家，中國陶瓷史和書法的權威。他的發現確定了清涼寺是稀有的宋代汝瓷的窯廠，發表了著作《中國陶瓷史》。

## 生平
葉喆民1924年生于一個滿族家庭，是清朝詩人納蘭性德之後。他的父親是葉麟趾，是發現了定窯窯址的中國陶瓷史學家。葉先生從小和他的父親學習陶瓷史，後來在北京大學就學，他在該校在徐悲鴻、羅復堪、溥心畬門下學習藝術和書法。
從大學畢業後，葉喆民在故宮博物院（紫禁城）工作了16年。他與陶瓷專家陳萬里、孫瀛洲、馮先銘一起，在中國許多古窯址進行研究。
1978年，葉喆民轉職中央工藝美術學院（現在的清華大學美術學院）教中國陶瓷史和中國書法史。在20世紀八十和九十年代，他也是北京大學、中央美術學院和數十所國内外大學的客座教授。他在歐洲的演講合集于2000年出版成書，書名叫《中國陶瓷》。

## 貢獻
1977年，勘察河南寶豐鄉清涼寺考古遺址時，葉喆民發現一塊典型的汝窯瓷片。汝瓷是極其稀有和珍貴的宋朝陶瓷，學者們耗費了數十年尋找其窯址。葉把瓷片帶給上海硅酸盐研究所的郭演儀，他分析了瓷片的陶瓷結構並確定了它和故宮博物院所藏汝瓷幾乎一致。該發現發表于1985年，葉提出清涼寺是汝瓷的可能窯址，後來的考古發掘證實了他的提議。
葉先生發表過超過一百篇學術論文和數十篇專論。他的《中國陶瓷史》（ISBN 9787108034151）最初出版于2006年，提供了附上了考古學角度的中國陶瓷的大量歷史。他的其它書有《中国書法史通論》、《隋唐宋元陶瓷通論》、《中国磁州窯》。

## 逝世
2017年十一月末，葉喆民因疾在北京住院。一個曾是其門生的學者去醫院探病時，發現葉躺在走廊的病牀。他在社交媒體上發了一張照片，引發了中國學界對虐待著名學者的强烈抗議。醫院後來把他搬到了一個病房，但他在一個多月後的2018年1月2日逝世，享年94歲。